# Fomento de Construcciones y Contratas
Fomento de Construcciones y Contratas, S.A. (FCC) er en spansk bygge- og anlægsvirksomhed med hovedkvarter i Barcelona. Virksomhedens omsætning var i 2019 på 6,276 mia. euro og der var 59.000 ansatte.
Før 2014 var over 50 % af aktierne ejet af grundlæggerens datter, Esther Koplowitz og andre. I 2014 købte George Soros 25 %.
Virksomhedens historie begyndte i Barcelona i 1900 som Fomento de Obras y Construcciones S.A., der blev kendt som FOCSA. Construcciones y Contratas, blev etableret i Madrid i 1941. I 1992 fusionerede de to virksomheder og blev til Fomento de Construcciones y Contratas, S.A..